# کوشایتس (شهرستان پروشکوف)

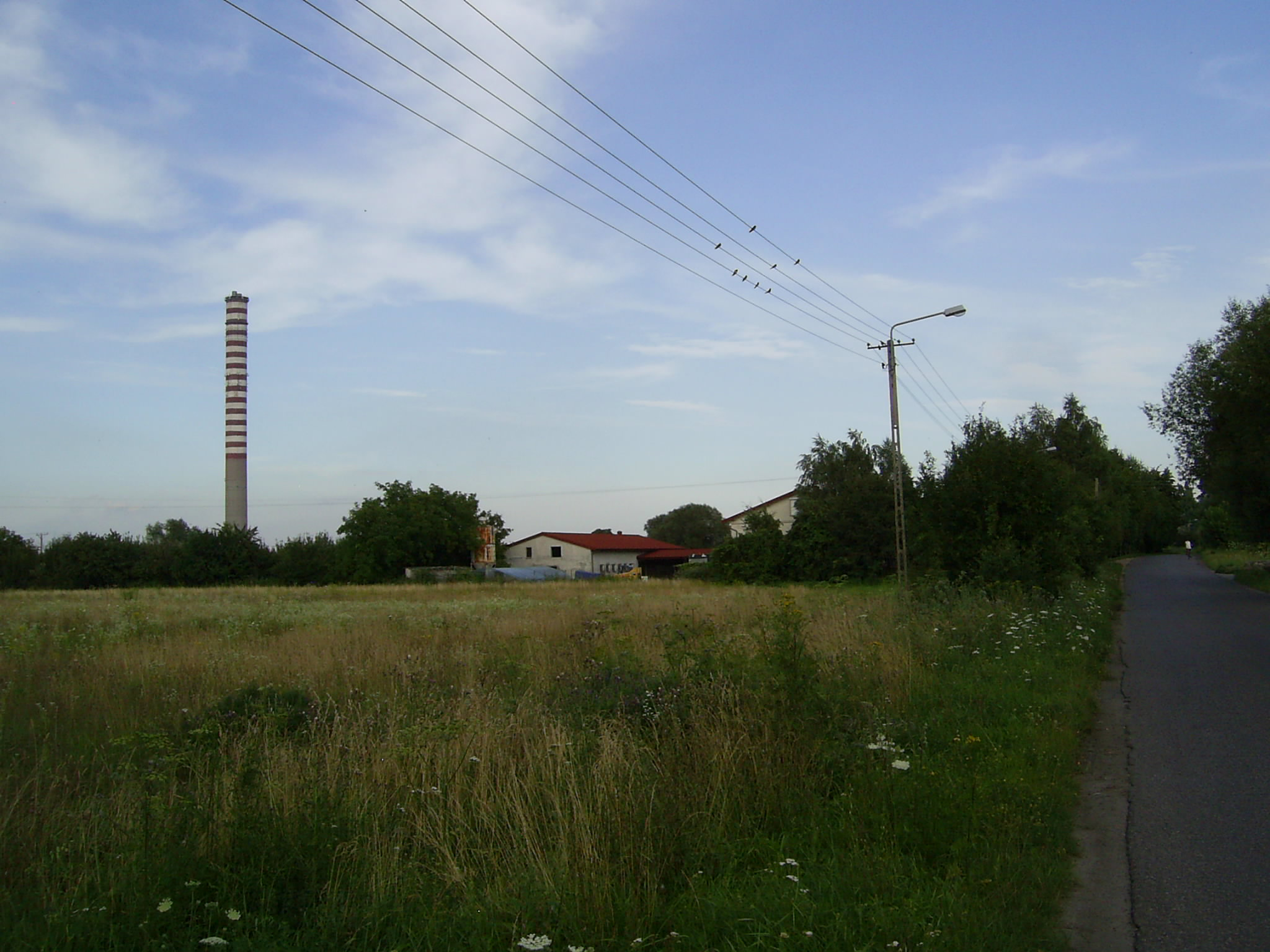
منطقه ای در روستای کوشایتس

کوشایتس (به لهستانی:  Koszajec) یک روستا در لهستان است که در گمینا بروینوو واقع شده‌است.